# Везанси
Везанси́ (фр. Vesancy) — коммуна во Франции, находится в регионе Рона — Альпы. Департамент — Эн. Входит в состав кантона Жекс. Округ коммуны — Жекс.
Код INSEE коммуны — 01436.

## География
Коммуна расположена приблизительно в 400 км к юго-востоку от Парижа, в 120 км северо-восточнее Лиона, в 70 км к востоку от Бурк-ан-Бреса.
Северная часть коммуны покрыта лесами.

## Климат
Климат полуконтинентальный с холодной зимой и тёплым летом. Дожди бывают нечасто, в основном летом. На высотах более 800 м снег может лежать всю зиму.

## Население
Население коммуны на 2010 год составляло 526 человек.
| 1962 | 1968 | 1975 | 1982 | 1990 | 1999 | 2010 |
| ---- | ---- | ---- | ---- | ---- | ---- | ---- |
| 289  | 245  | 290  | 295  | 363  | 449  | 526  |

## Администрация
| Период | Период | Фамилия          | Партия                             | Примечания |
| ------ | ------ | ---------------- | ---------------------------------- | ---------- |
| 1988   | 1996   | Жан Милези       | Разные правые                      |            |
| 1996   | 1998   | Анна-Лиза Дютрев |                                    |            |
| 1998   | 2001   | Бернар Отелье    | Объединение в поддержку республики |            |
| 2001   | 2014   | Марсьяль Сантина | Разные правые                      |            |

## Экономика
В 2010 году среди 361 человека трудоспособного возраста (15—64 лет) 290 были экономически активными, 71 — неактивными (показатель активности — 80,3 %, в 1999 году было 75,2 %). Из 290 активных жителей работали 271 человек (137 мужчин и 134 женщины), безработных было 19 (10 мужчин и 9 женщин). Среди 71 неактивных 26 человек были учениками или студентами, 29 — пенсионерами, 16 были неактивными по другим причинам.

## Фотогалерея

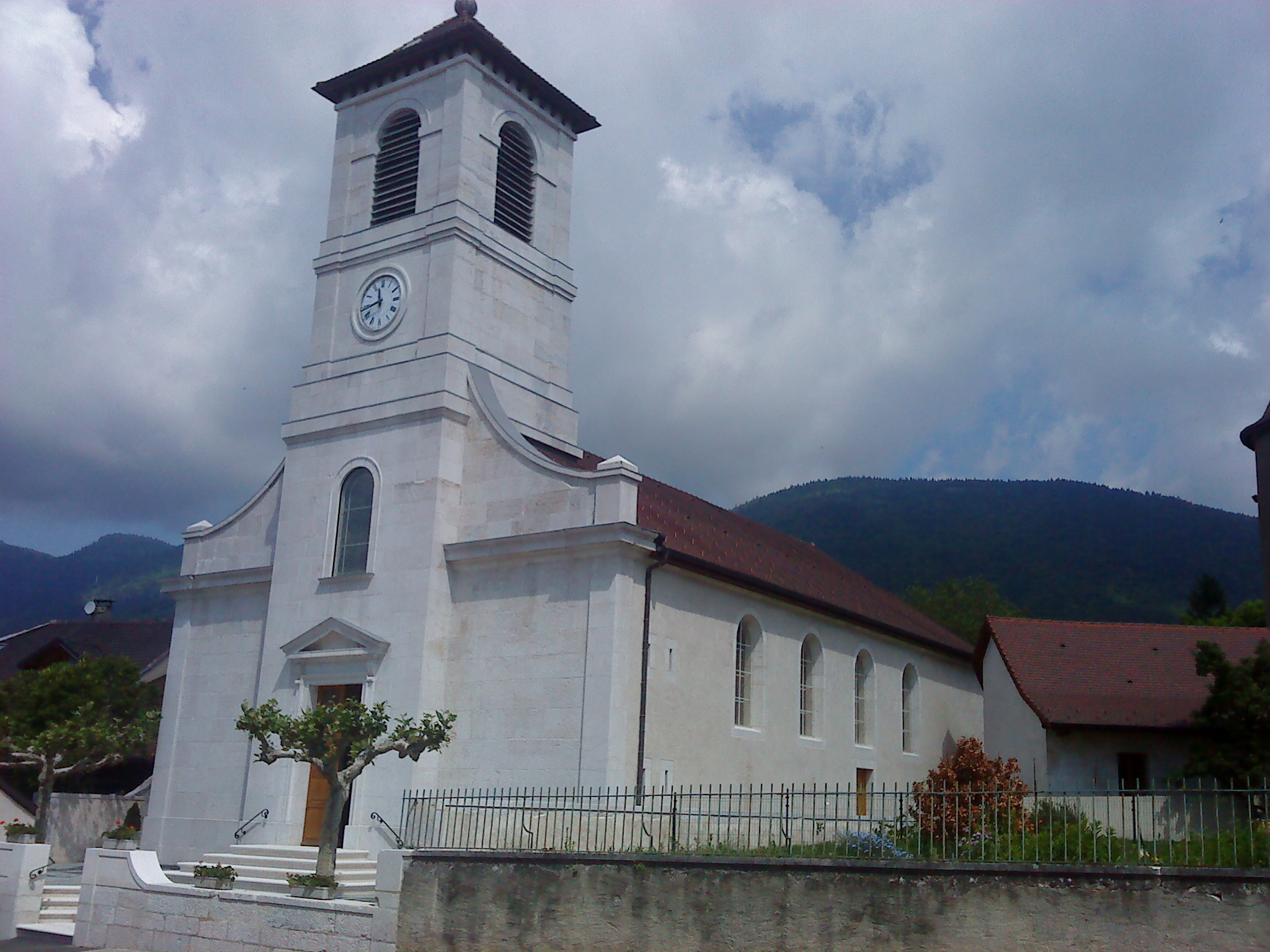
Церковь Св. Христофора
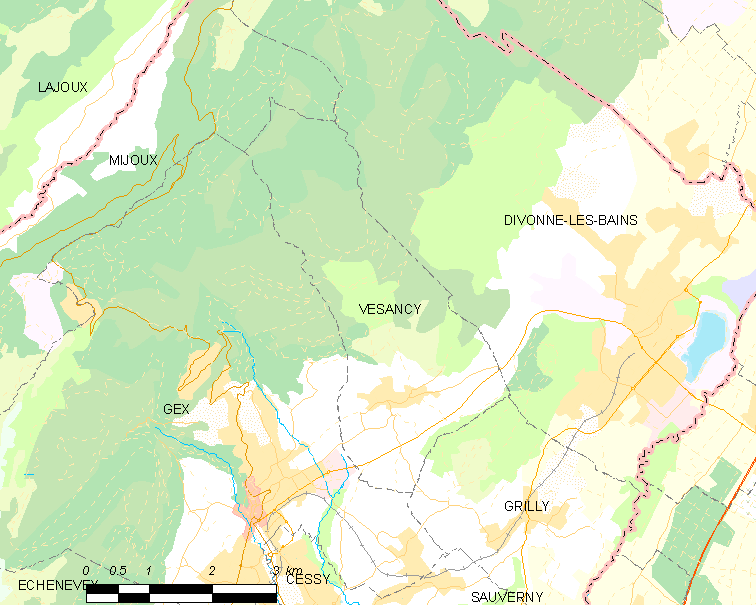
Карта коммуны